# Ștefan-Ovidiu Popa
Ștefan-Ovidiu Popa (n. 25 iunie 1985, Drăgășani, Vâlcea, România) este un deputat român, ales în 2016. O analiză din iunie 2025, realizată de Europa Liberă, relevă că ea s‑a aflat printre cei 17 parlamentari care dețin proprietăți în București sau județul Ilfov și care, în același timp, încasau chirii de la stat.